# Forcipomyia catarinensis
Forcipomyia catarinensis är en tvåvingeart som beskrevs av Pasquale Marino och Gustavo R. Spinelli 2002. Forcipomyia catarinensis ingår i släktet Forcipomyia och familjen svidknott.
Artens utbredningsområde är Colombia. Inga underarter finns listade i Catalogue of Life.